# Onésimo Sánchez González
Onésimo Sánchez González, Onésimo (Valladolid, Espanya, 14 d'agost de 1968) és un exfutbolista castellanolleonès. Jugava de davanter i el seu primer equip va ser el Reial Valladolid, al qual va arribar des de les categories inferiors. Posteriorment ha fet d'entrenador de futbol.

## Biografia
Conegut per la seva habilitat per a l'esquivament, va passar pel Cadis CF i Barça per a tornar al Reial Valladolid. Seguidament va fitxar pel Rayo Vallecano, en el qual jugaria fins a la temporada 95-96. Després militaria al Sevilla FC, Burgos CF i CF Palencia, retirant-se del futbol en actiu als 33 anys.
Va arribar a disputar un partit amb la selecció Sub-21 espanyola i el 1998 juga un partit amb la selecció autonòmica de Castella i Lleó.
Comença la seva carrera com a entrenador en el Real Valladolid B, al que mantindria en Segona Divisió B. El 2008 és entrenador de la Sociedad Deportiva Huesca juntament amb Carlos Hugo García Bayón, tot ascendint a l'equip a Segona Divisió. L'última vegada que va militar en aquesta categoria va ser en la temporada 1951-1952.
Actualment és entrenador. Ha entrenat equips com el Reial Valladolid o la SD Huesca.